# AVigillant Carpark
aVigillant Carpark è il primo EP della band statunitense aTelecine, pubblicato nel 2009 da Pendu Sound Recordings in formato 7".

## Formazione
- Pablo St. Francis
- Sasha Grey

## Tracce
Lato A
1. Red – 2:07
2. Every Wolf Every... – 1:07
3. The Pleasure Dome – 1:26

Lato B
1. Matic – 0:55
2. Larry Park – 2:36
3. Efrom (The Retarded Rabbit) – 1:58